# Lainzer Tiergarten

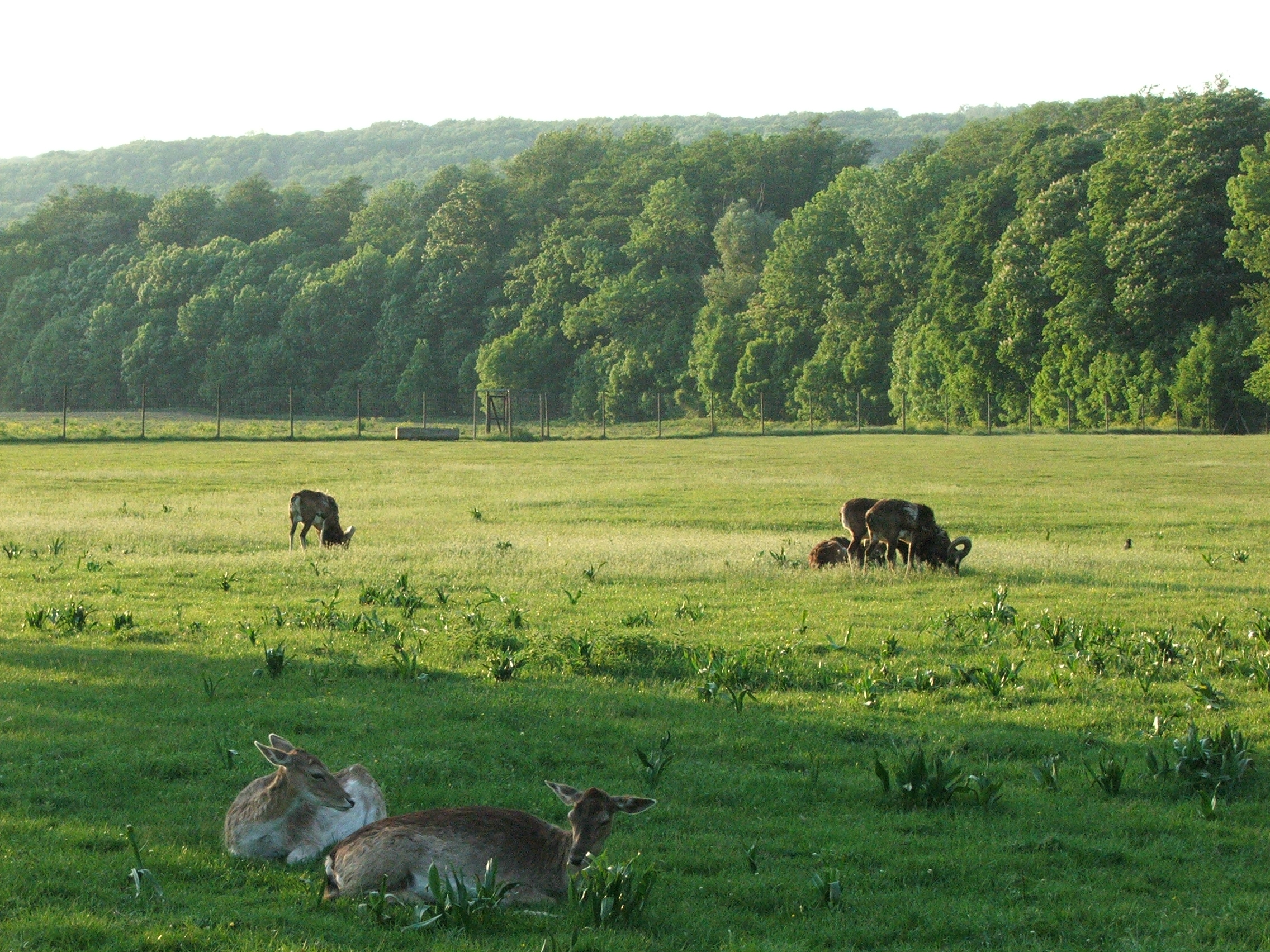
Louka poblíž hlavní brány

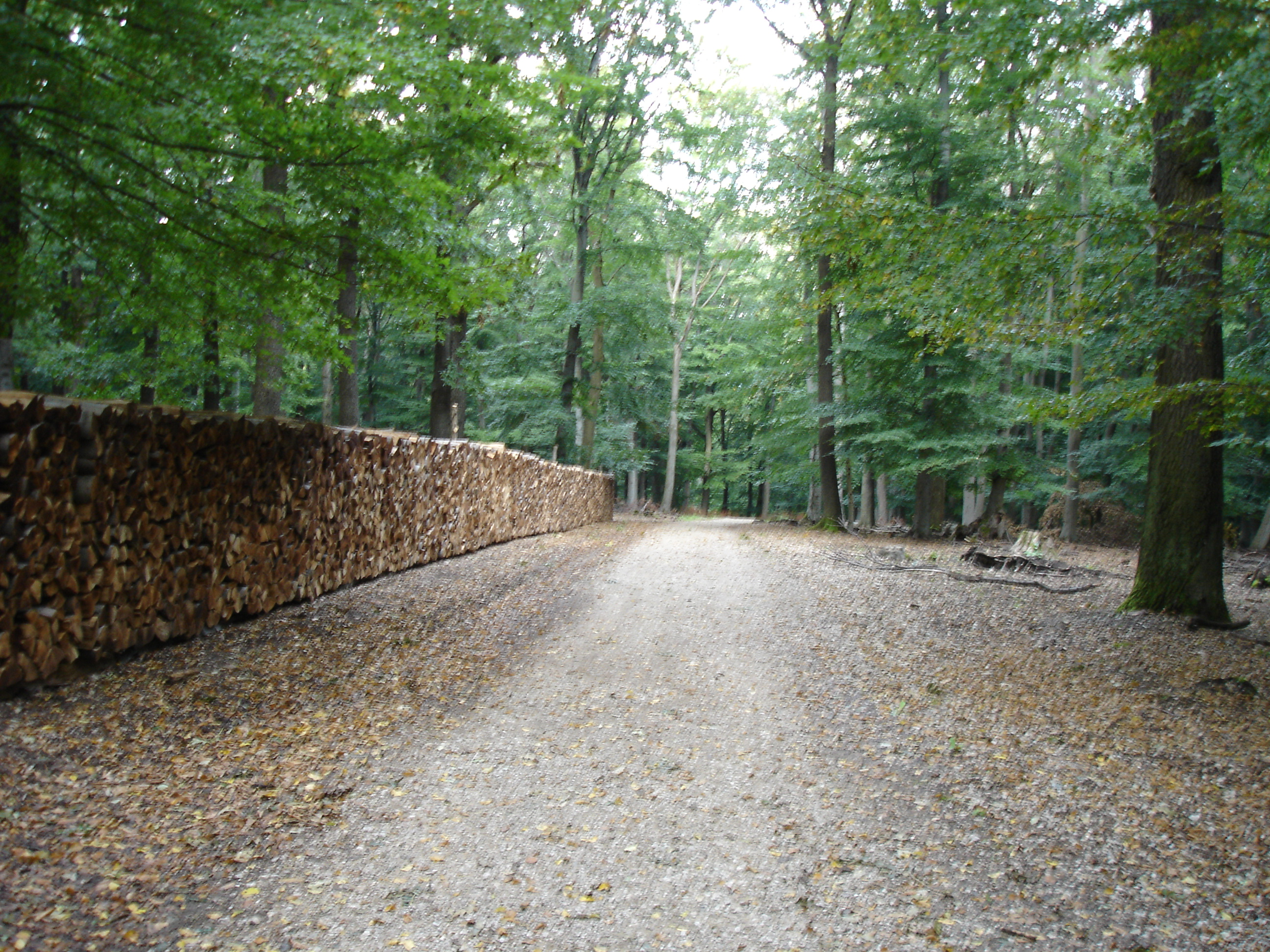
Cesta v Lainzer Tiergarten

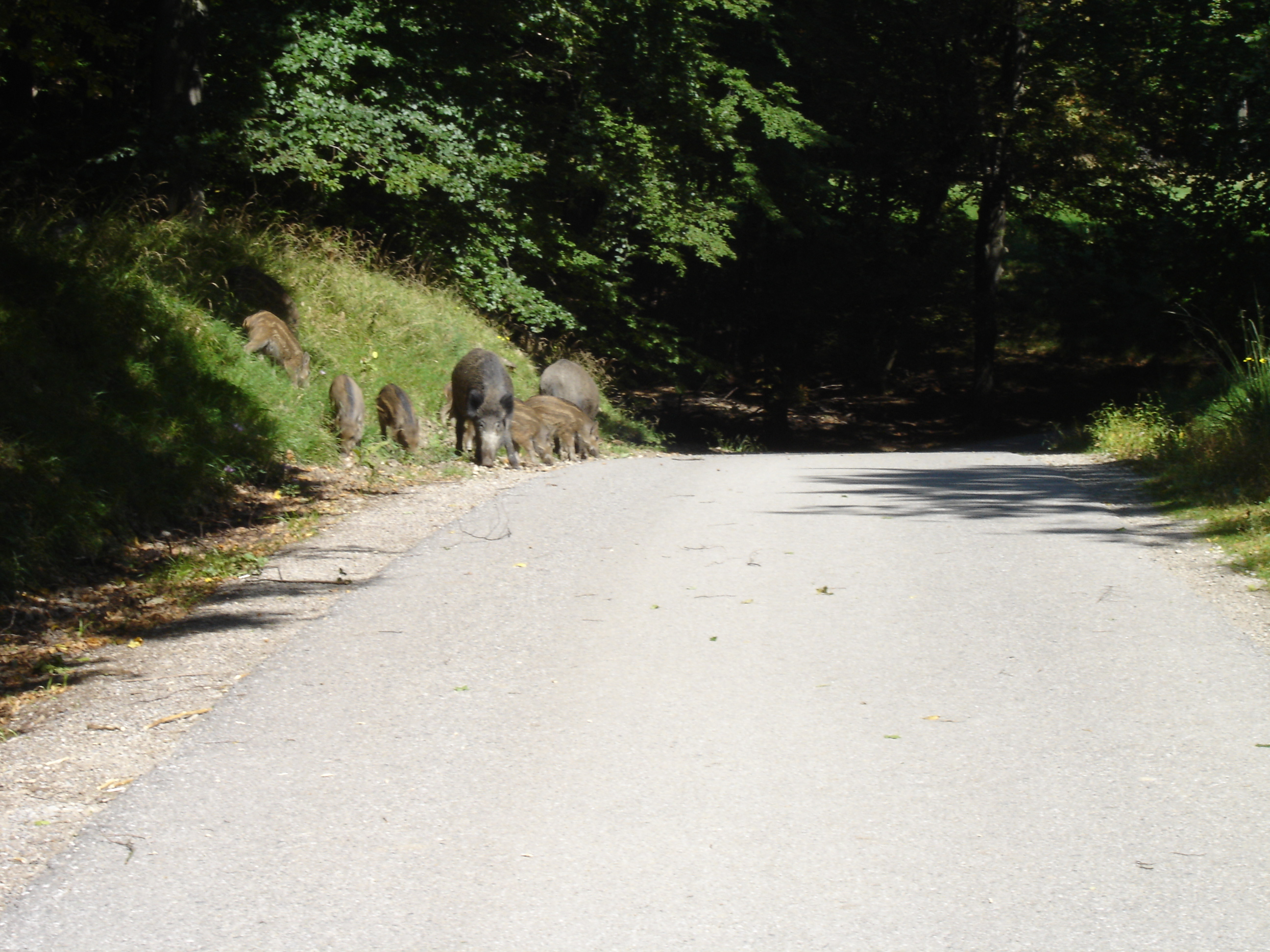
Divoká prasata na cestě v Lainzer Tiergarten

Lainzer Tiergarten (česky: Lainzerská obora) je přírodní rezervace o rozloze 24,50 km² (6 054 akrů) nacházející se v jihozápadní části Vídně v Rakousku, přičemž 80 % její plochy pokrývají lesy. Její historie sahá až do roku 1561, kdy ji císař Ferdinand I. nechal ohradit a zřídil zde honitbu určenou výhradně pro svou rodinu. Od roku 1919 je obora přístupná veřejnosti. Název Lainzer Tiergarten vychází z její polohy u vídeňské městské části Lainz v 13. městském obvodu a z německého slova „Tiergarten“, které znamená zoologická zahrada (doslova „zvířecí zahrada“).

## Poloha
Lainzer Tiergarten se nachází převážně ve 13. městském obvodu Vídně, přičemž malá část zasahuje do obce Laab im Walde v Dolních Rakousech. Na severu ji ohraničuje řeka Vídeňka, na jihu potok Liesingbach.

## Historie
Císař Ferdinand I. založil Lainzer Tiergarten v roce 1561. Nechal zde postavit dřevěný plot, který uzavíral oblast určenou pro soukromé lovy. V roce 1781 byla dřevěná ohrada nahrazena kamennou zdí. Po rozpadu Rakousko-Uherska rakouská vláda vyhlásila toto území za veřejnou přírodní rezervaci, avšak mezi lety 1940 a 1955 byla obora zcela uzavřena pro veřejnost. Až do roku 1973 bylo nutné platit vstupné, od té doby je vstup zdarma.
Po první světové válce se Lainzer Tiergarten zmenšila, když v její východní části vznikla čtvrť Friedenstadt („Město míru“). Původní kamenná zeď je dodnes patrná v lese Hörndlwald východně od brány Lainzer Tor.
V 60. letech 20. století byl při výstavbě dálnice Westautobahn zabrán severozápadní výběžek obory. Tentokrát však byla náhrada poskytnuta – k oboře byla připojena část sousedního Laaberského lesa na jihozápadě.

## Zvířena
V současnosti obývá Lainzer Tiergarten přibližně 800 až 1 000 divokých prasat, 200 až 250 daňků, přibližně 700 muflonů a 80 až 100 jelenů evropských.

## Brány

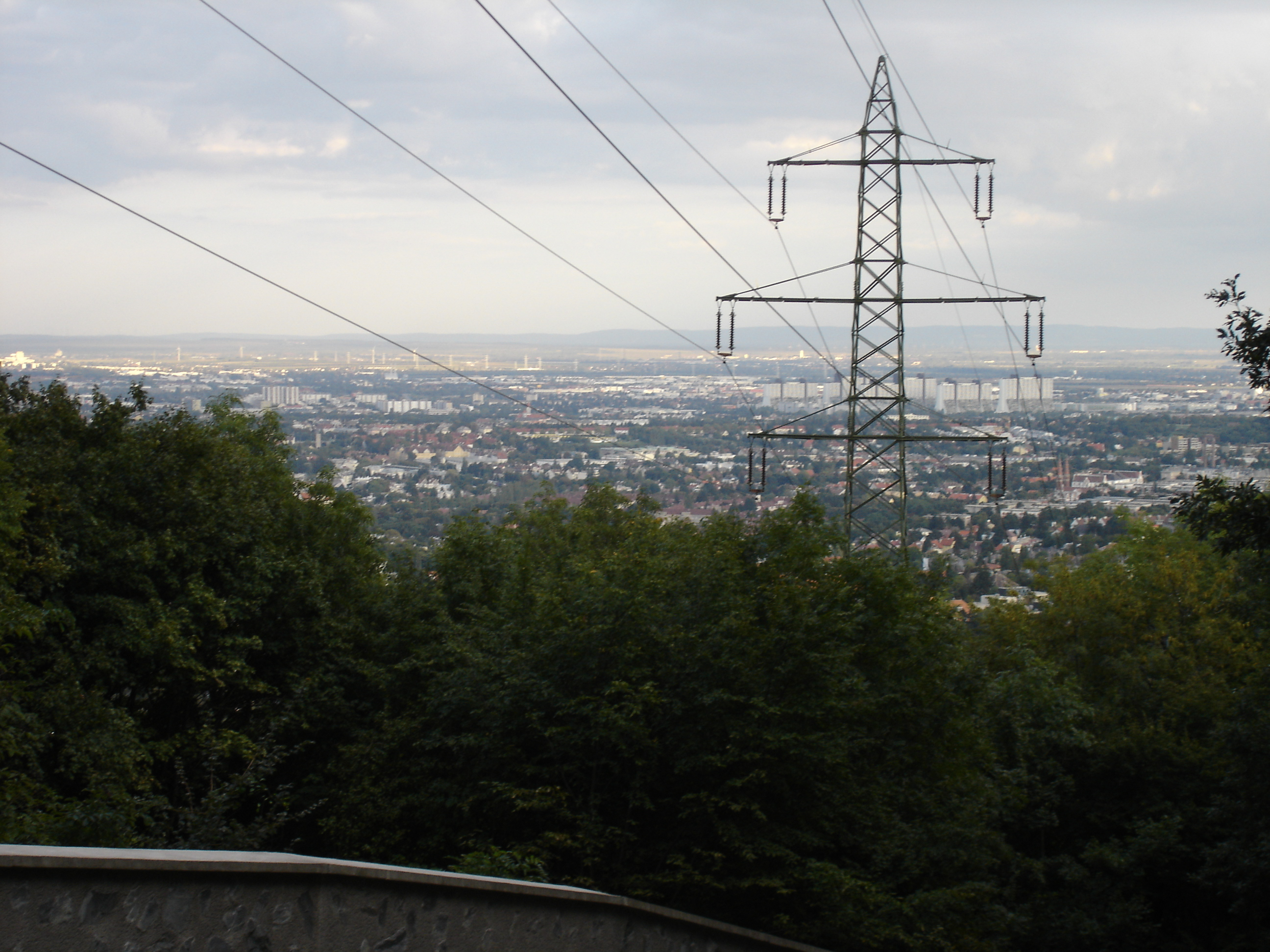
Tento pohled na Vídeň z obory ukazuje zeď v popředí

Lainzer Tiergarten je obklopena zdí o délce přibližně 22 kilometrů. Do obory vede sedm bran s různou otevírací dobou. Po směru hodinových ručiček to jsou:
- Lainzer Tor (hlavní brána)
- Gütenbachtor
- Laaber Tor
- Pulverstampftor
- Nikolaitor
- Sankt Veiter Tor

Celá obora je otevřena přibližně devět měsíců v roce, od začátku března do začátku listopadu. V zimních měsících je přístupný pouze park kolem Hermesvilly, který lze navštívit přes Lainzer Tor. Mezi Vánocemi a Novým rokem je celá obora otevřena, ale přístupná pouze z Lainzer Tor a Nikolaitor.

### Lainzer Tor

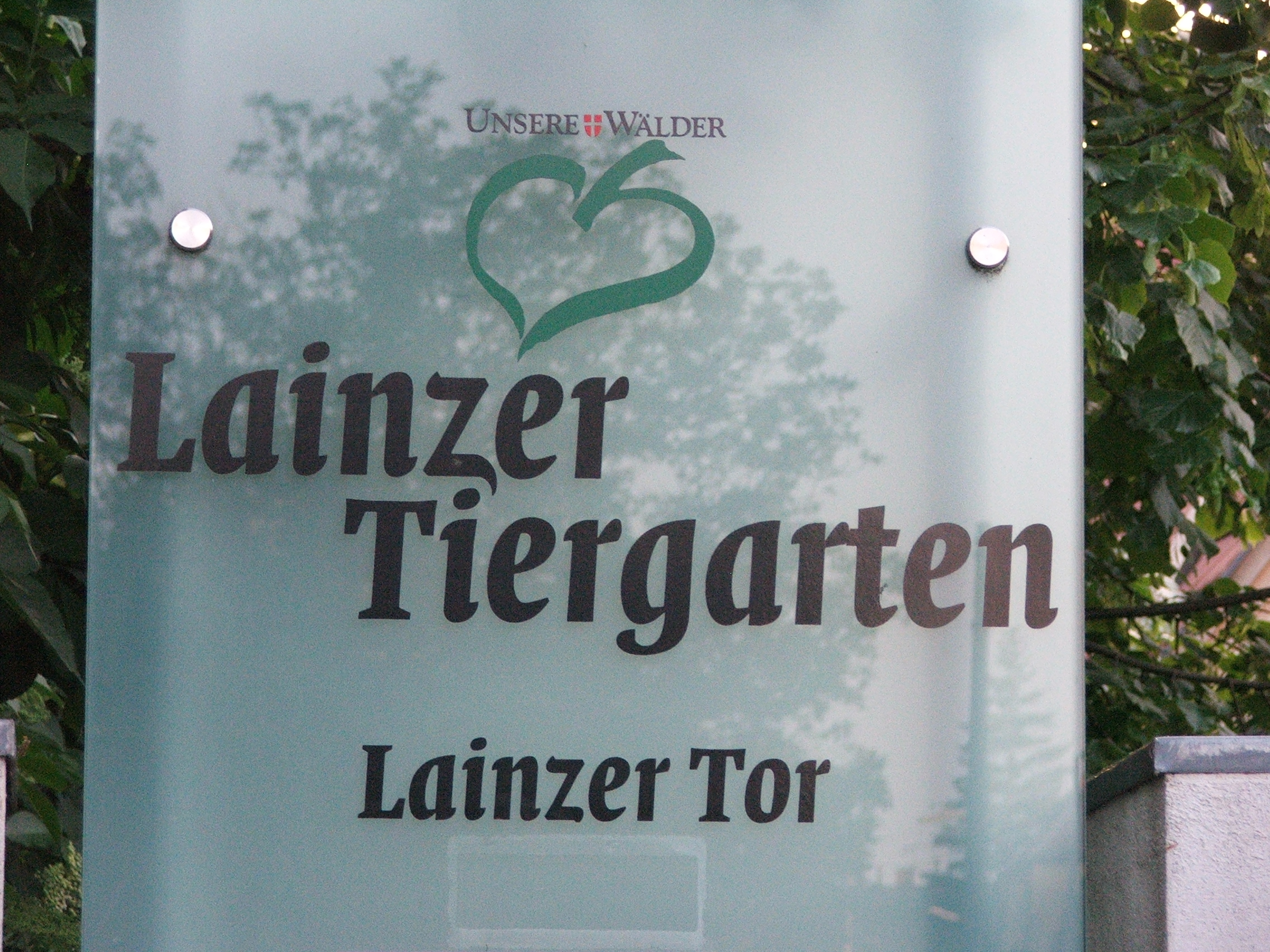
Lainzer Tor

Lainzer Tor je hlavní brána obory, která je otevřena celoročně. Nachází se zde návštěvnické centrum, veřejné toalety, vodní fontána a parkoviště. Z této brány vede 2,2 km dlouhá cesta k Hermesville, kterou lze absolvovat i kočárem taženým koňmi.
Brána se nachází na konci Hermesstraße a je dostupná autobusem 56B, který jezdí v 15–20minutových intervalech a spojuje bránu s tramvajovými linkami 60 a 62 a se stanicí metra U4 (Hietzing). Tramvajová linka 62 jezdí přímo od Vídeňské státní opery (německy: Staatsoper) až k Hermesstraße.

### Gütenbachtor
Brána Gütenbachtor se nachází na Gütenbachstraße a poskytuje přístup do jihovýchodního rohu obory. U brány se nachází vodní fontána a parkoviště. Nejbližší veřejná doprava, regionální autobusové linky 253 a 254, je však vzdálena 45 minut chůze.

### Laaber Tor
Laaber Tor leží u dolnorakouské obce Laab im Walde. Tato brána vede do oblasti, která byla připojena k Lainzer Tiergarten v 60. letech jako náhrada za území ztracené při stavbě dálnice. Návštěvníci této brány projdou kolem Dianator, což byla původní brána v této části obory před rozšířením.
Stejně jako u Gütenbachtor je nejbližší veřejná doprava regionální autobusová linka 253, která je vzdálena 15 minut chůze. U brány se nachází vodní fontána.

### Pulverstampftor
Brána Pulverstampftor se nachází v severozápadním rohu obory, poblíž vídeňské čtvrti Auhof ve 14. městském obvodu. U brány se nachází vodní fontána. Přístup je možný ze zastávky Umspannwerk Auhof, kam jezdí autobusová linka 50B z Hütteldorfu (5 minut chůze).

### Nikolaitor
Brána Nikolaitor je významným vstupem do obory díky své blízkosti ke stanici Hütteldorf. Tato stanice je napojena na metro U4, příměstské vlaky S45, S50 a S80, tramvajovou linku 49 a několik autobusových linek. Od stanice vede 10minutová pěší trasa přes řeku Vídeňku do Nikolaigasse. U brány se nachází vodní fontána.

### Adolfstor
Brána Adolfstor se nacházela na východní zdi Lainzer Tiergarten, avšak je nyní uzavřena.

### Sankt Veiter Tor
Brána Sankt Veiter Tor je přístupná speciální linkou autobusu 54A, která jede jednou za hodinu ze stanice metra Ober Sankt Veit (U4). Častější autobusové linky do Ober St. Veit a konečné tramvajové linky 62 (Lainz Wolkersbergenstraße) jsou dostupné pěšky po cestě Hanschweg na Stock im Weg.

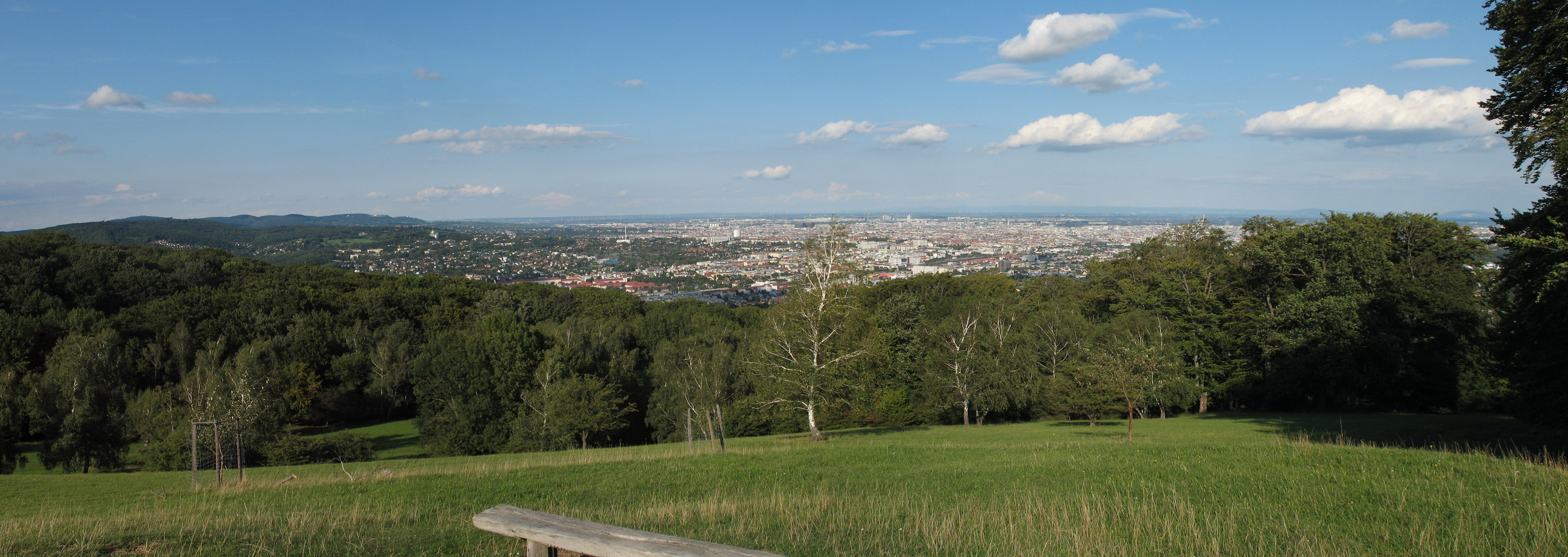
Vyhlídka „Wiener Blick“

## Místa v oboře

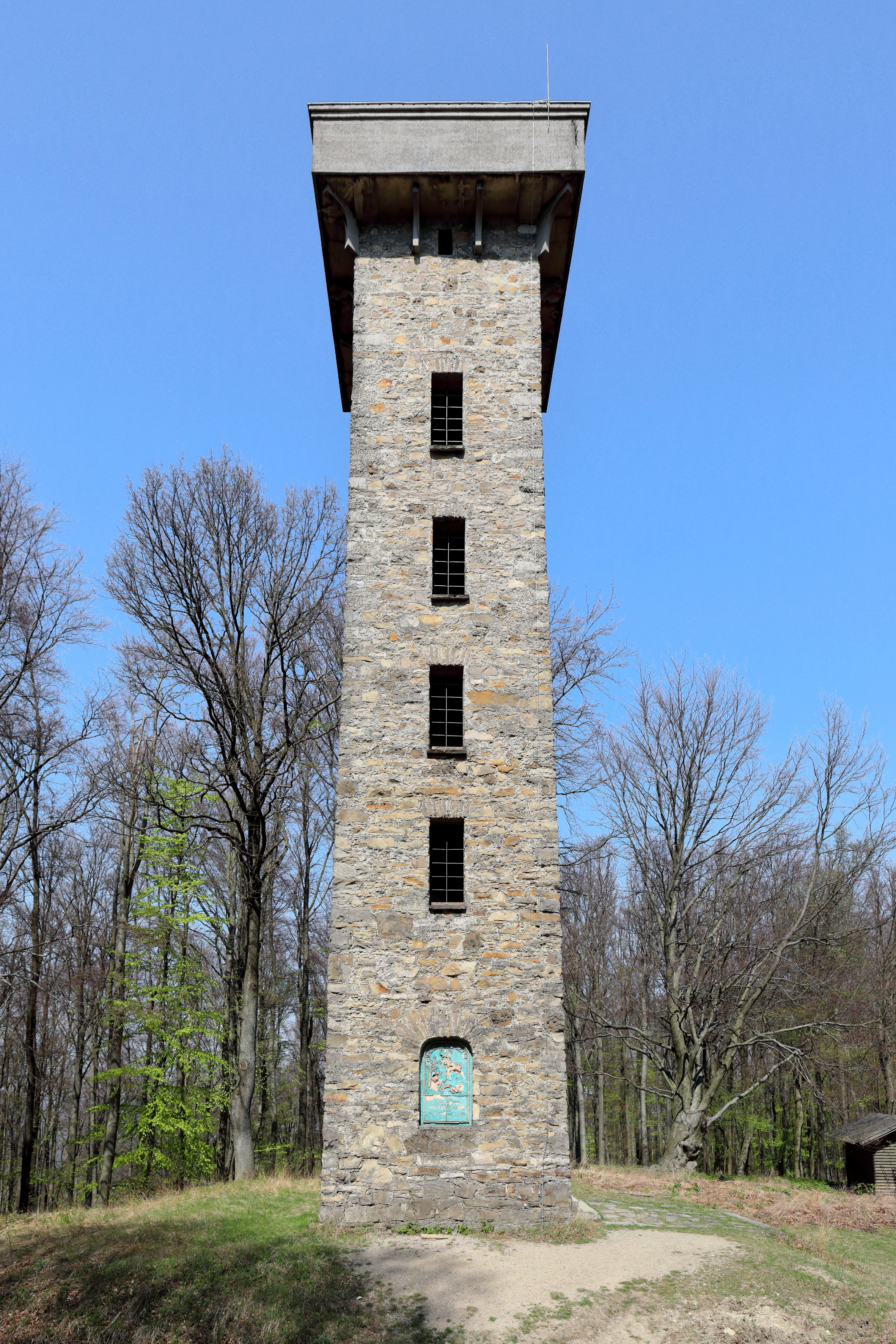
Hubertuswarte

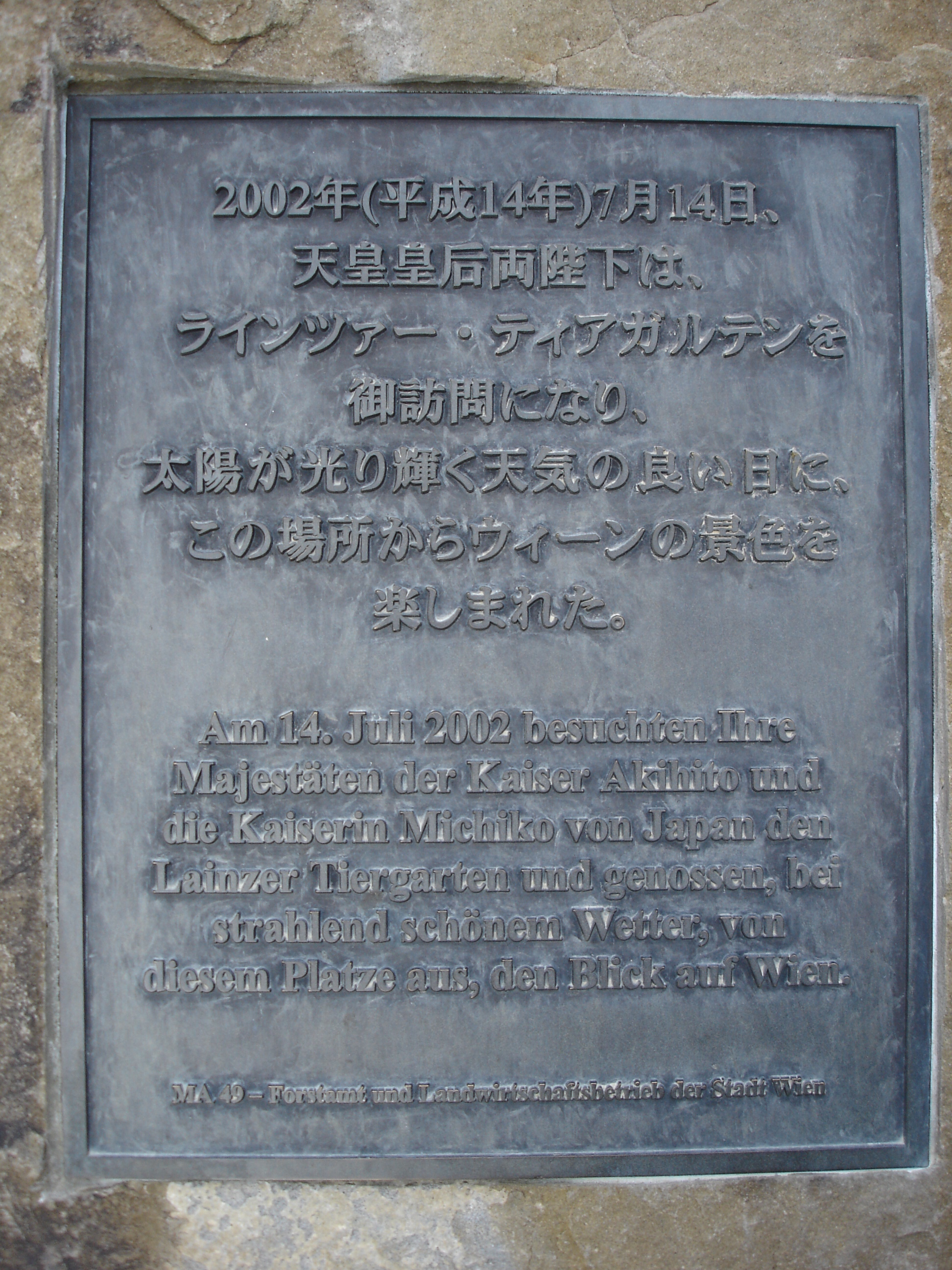
Pamětní deska připomínající návštěvu japonského císařského páru v roce 2002

V Lainzer Tiergarten se nachází jezero Hohenauer Teich, dvě scénické vyhlídky a celkem tři restaurace.

### Hermesvilla a park
Císař František Josef I. nechal v roce 1886 postavit Hermesvillu jako útočiště pro svou manželku. Dnes slouží jako muzeum a obsahuje také restauraci a kavárnu, které jsou oblíbené díky blízkosti k Lainzer Tor. Park kolem Hermesvilly je speciální částí obory, která je oplocená a oddělená od zbytku rezervace. Přístup do hlavní části obory je možný přes zvláštní brány, pokud je otevřena.

### Hirschgstemm a Rohrhaus
Kromě Hermesvilly mohou návštěvníci obory navštívit také restaurace Hirschgstemm a Rohrhaus, které se nacházejí hlouběji v lese, ale nabízejí plné menu.

### Hubertuswarte
Hubertuswarte je rozhledna postavená v roce 1927 na vrcholu Kaltbründel Berg, který je nejvyšším bodem obory (508 m n. m.). Z vrcholu věže se návštěvníkům naskýtá panoramatický výhled na Vídeň a okolní vesnice.

### Wiener Blick
Vyhlídka Wiener Blick, která se nachází blíže k městu, poskytuje působivý výhled na Vídeň z nadmořské výšky 434 m n. m. V červenci 2002 toto místo navštívil japonský císař Akihito a jeho manželka Mičiko.